# I. Childerich frank király
I. Childerich (437 – 481. december 26.), a frankok száli törzsének királya, valószínűleg apját, Merovechet követte a trónon 457-ben. Népét Tournai városának környékén telepítette le, a rómaiaktól a velük kötött szövetség fejében átengedett területen.

## Élete
Aegidius római parancsnokkal együtt harcolt a vizigótok ellen, akik ki akarták terjeszteni uralmukat a Loire mentére 463-ban Orléans mellett győzelmet is aratott felettük. Aegidius halála után 469-ben Paulus grófot segítette a nyugati gótok ellen, majd a szász invázió megfékezésében. Paulus elesett a harcok során, Childeric felszabadította Angers-t a szászoktól, a menekülőket a Loire deltájáig követte, és ott lemészárolta őket. Egy Itáliába betörni akaró alemann sereget szintén megállított. A Nyugatrómai Birodalom bukásakor (476) természetesen megszűnt a Rómával való szövetség.
Mindössze ennyi tény áll rendelkezésre róla. A legendák még tudni vélik, hogy a frankok elűzték, mivel leányaikat elcsábította, s nyolc évet Türingiában tartózkodott Basin királynál és feleségénél Basine-nál (aki később az ő felesége lett, e házasságból született I. Klodvig). Egy hűséges szolgája értesítette arról, hogy biztonságban hazatérhet: elküldte neki egy kettétört aranyérme nála lévő felét.
Tournai-ban temették el. Sírját 1653-ban találták meg
Halála után fia, Chlodvig lépett a trónra. Childeric sírjának leletei meglepően szoros analógiákat mutatnak az első apahidai (erdélyi) gepida királysírral.

## Jegyzetek

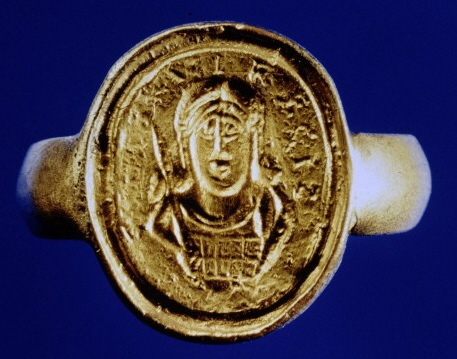
I. Childeric sírjában talált pecsétgyűrű a király képmásával
(Bibliothèque nationale de France)